# IC 3519
IC 3519 је елиптична галаксија у сазвјежђу Береникина коса која се налази на листи објеката дубоког неба у Индекс каталогу.
Деклинација објекта је + 15° 36' 9" а ректасцензија 12h 34m 38,4s. Привидна величина (магнитуда) објекта IC 3519 износи 14,8 а фотографска магнитуда 15,8. IC 3519 је још познат и под ознакама VCC 1577, PGC 41845.